# معهد رينسيلار للعلوم التطبيقية
معهد رينسيلار للعلوم التطبيقية (/rɛnsəˈlɪər/) (RPI) هو جامعة بحثية خاصة تقع في تروي، نيويورك، ولها فروع إضافية في كل من هارتفورد وجروتون، كونيتيكت. تأسست الجامعة في عام 1824 من قبل ستيفن فان رينسيلار وآموس إيتون من أجل «تطبيق العلم على الأغراض المشتركة للحياة». تعتبر من أقدم الجامعات التكنولوجية الناطقة بالإنجليزية في العالم. تم استخدامها كنموذج لتصميم العديد من الكليات أو أقسام العلوم التطبيقية الأمريكية على غرار معهد رينسيلار .
يطل الحرم الجامعي على مدينة تروي ونهر هدسون حيث بنيت الجامعة علي حانب تل بمساحة قدرها 265 هكتار وهو مزيج من العمارة التقليدية والحديثة. ويشغل المعهد حاضنة أعمال داخل الحرم الجامعي و 1,250 أكر (510 ها) Rensselaer Technology Park .
اليوم، يضم معهد رينسيلار ست كليات رئيسية تحتوي على 37 قسمًا أكاديميا، مع التركيز على العلوم والتكنولوجيا. وهي معترف بها جيدًا لبرامج شهاداتها في الهندسة والحوسبة والأعمال والإدارة وتكنولوجيا المعلومات والعلوم والتصميم والفنون الليبرالية. تضم هيئة التدريس والخريجين بالجامعة اعتبارا من 2017 في معهد رينسيلار ستة أعضاء من قاعة مشاهير المخترعين الوطنيين، وستة فائزين بالميدالية الوطنية للتكنولوجيا، وخمسة فائزين بالميدالية الوطنية للعلوم، وحائز على جائزة نوبل في الفيزياء؛ وثمانية مستفيدين من منحة فولبرايت، بالإضافة إلى ذلك، هناك 86 من أعضاء هيئة التدريس أو الخريجين أعضاء في الأكاديمية الوطنية للهندسة، و 17 من الأكاديمية الوطنية للعلوم، و 25 من الأكاديمية الأمريكية للفنون والعلوم، وثمانية من الأكاديمية الوطنية للطب، وواحدة من الأكاديمية الوطنية للإدارة العامة. وتسعة من الأكاديمية الوطنية للمخترعين.

## الحرم الجامعي
علي مساحة قدرها 275 هكتار  يقع الحرم الجامعي على قمة تلة تطل على تروي ونيويورك ونهر هدسون. المنطقة المحيطة هي في الغالب أحياء سكنية، حيث تقع مدينة تروي عند قاعدة التل. ينقسم الحرم الجامعي إلى الشارع الخامس عشر، حيث تقع معظم المرافق الرياضية والسكنية في الشرق، والمباني الأكاديمية في الغرب. يمتد جسر للمشاة في الشارع يربط بين النصفين. يتميز جزء كبير من الحرم الجامعي بسلسلة من الهياكل على الطراز الاستعماري الذي تم بناؤه في العقود الثلاثة الأولى من القرن العشرين. بشكل عام، تمتعت الحرم الجامعي بأربع فترات من التوسع.

### 1824-1905
كان معهد رينسيلار يقع في الأصل في وسط مدينة تروي، لكنه انتقل تدريجيًا إلى قمة التل المطل على المدينة. تشمل المباني المتبقية من هذا الوقت مختبر Winslow الكيميائي، وهو مبنى في السجل الوطني للأماكن التاريخية. يقع في قاعدة التل على الطرف الغربي من الحرم الجامعي، ويضم حاليًا مختبر الأبحاث الاجتماعية والسلوكية.

### حرم ريكيتس 1906-1935

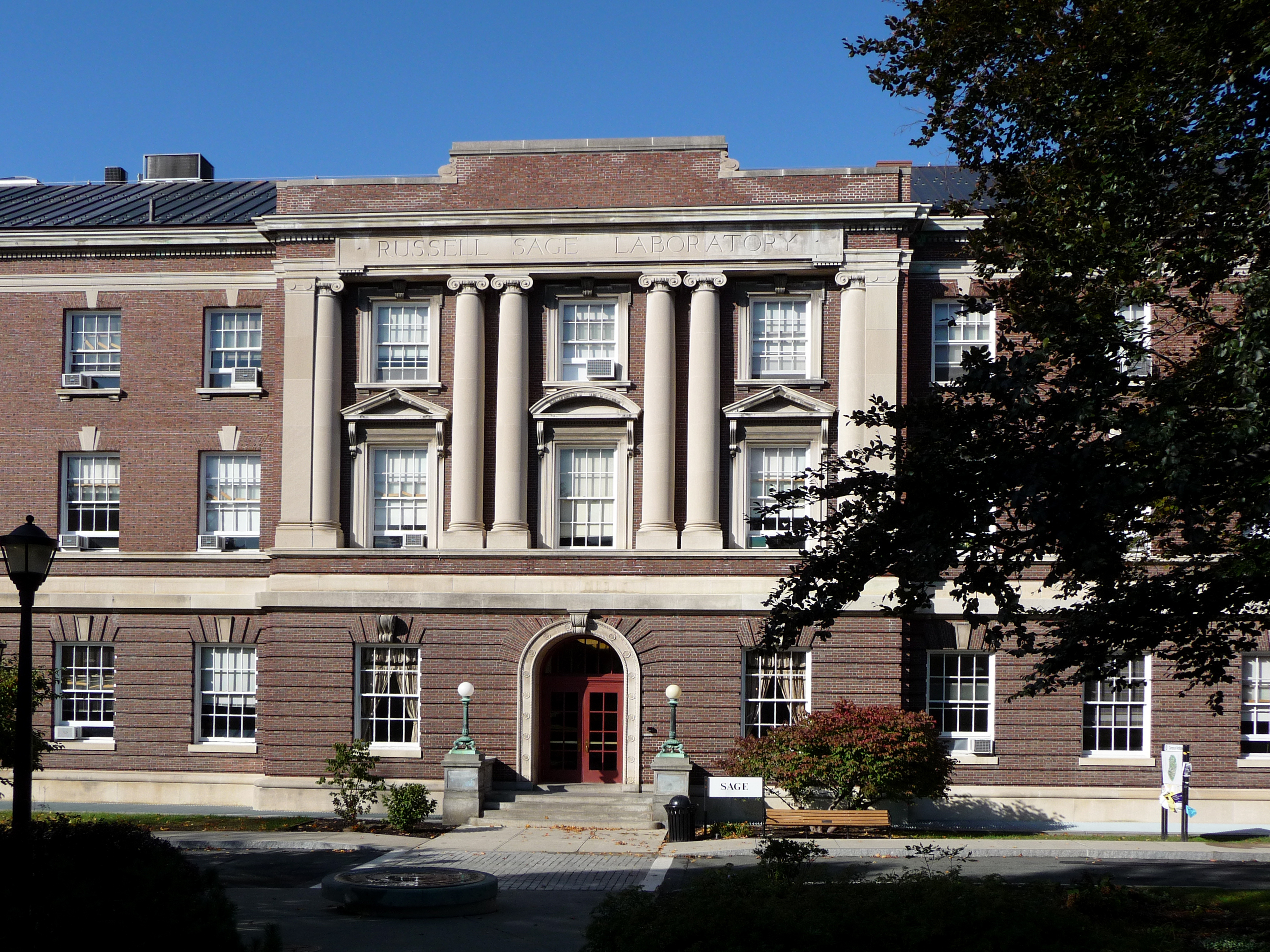
مختبر راسل سيج

أشرف الرئيس بالمر ريكيتس على بناء مباني «كولون روفتوب» الاستعمارية الاستعمارية التي تمنح الكثير من الحرم الجامعي أسلوبًا معماريًا مميزًا. تشمل المباني التي شيدت خلال هذه الفترة مبنى كارنيجي (1906)، مختبر ووكر (1907)، مختبر راسل سيج (1909)،  مبنى بيتسبرغ (1912)، غرف رباعية (1916-1927)، مبنى تروي (1925)، عاموس إيتون هول (1928)، مبنى جرين (1931) ومبنى ريكيتس (1935). كما بني خلال هذه الفترة «النهج» (1907)، وهو درج ضخم من الجرانيت المزخرف تم العثور عليه في الطرف الغربي من الحرم الجامعي. يربط RPI في الأصل بمحطة السكك الحديدية Troy Union ، مرة أخرى بمثابة رابط مهم بين المدينة والجامعة. في عام 1906، تم الانتهاء من حقل 86، الدرع الداخلي لفريق كرة القدم حتى عام 2008، بدعم من فئة 1886.

### التوسع بعد الحرب، 1946-1960

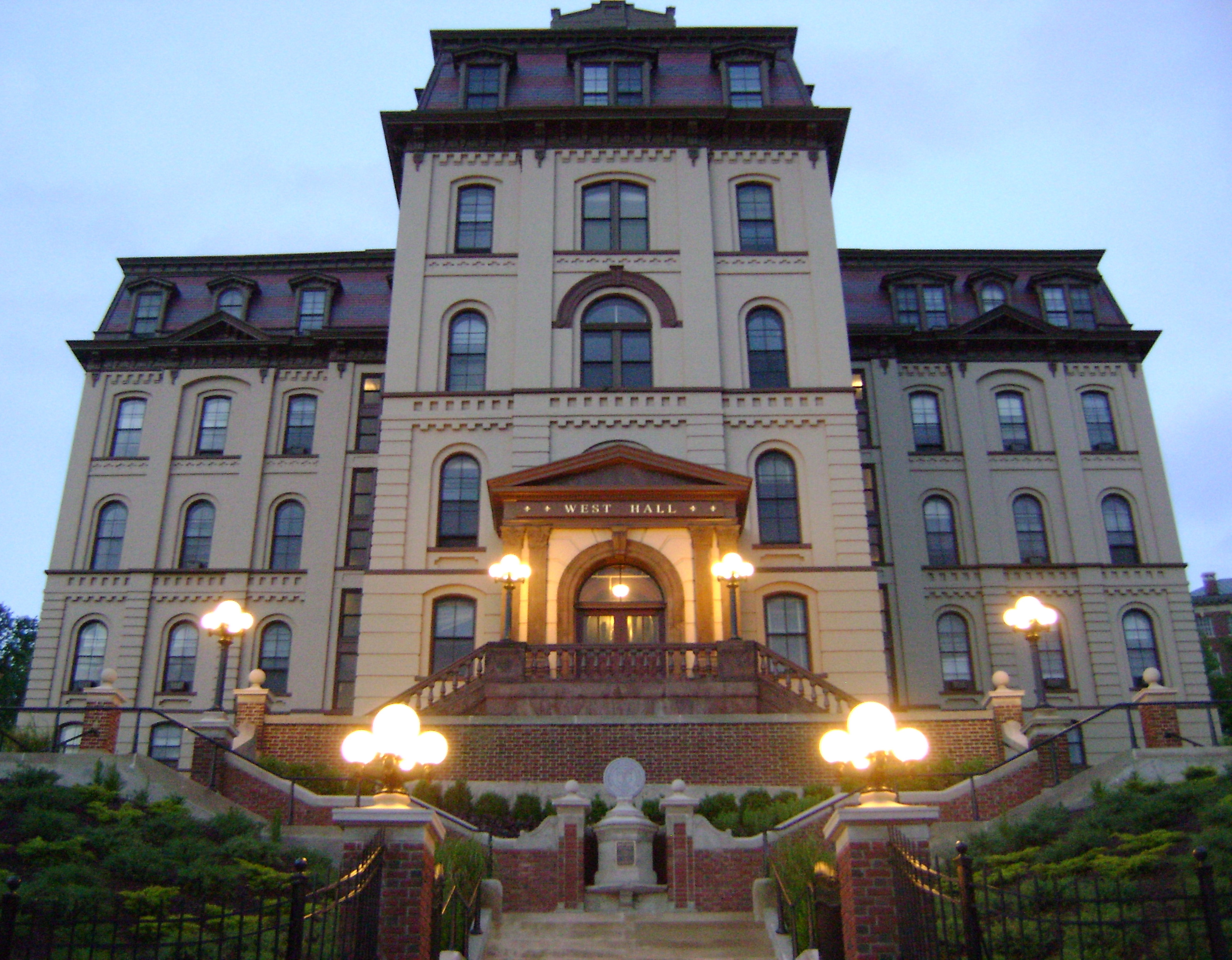
القاعة الغربية

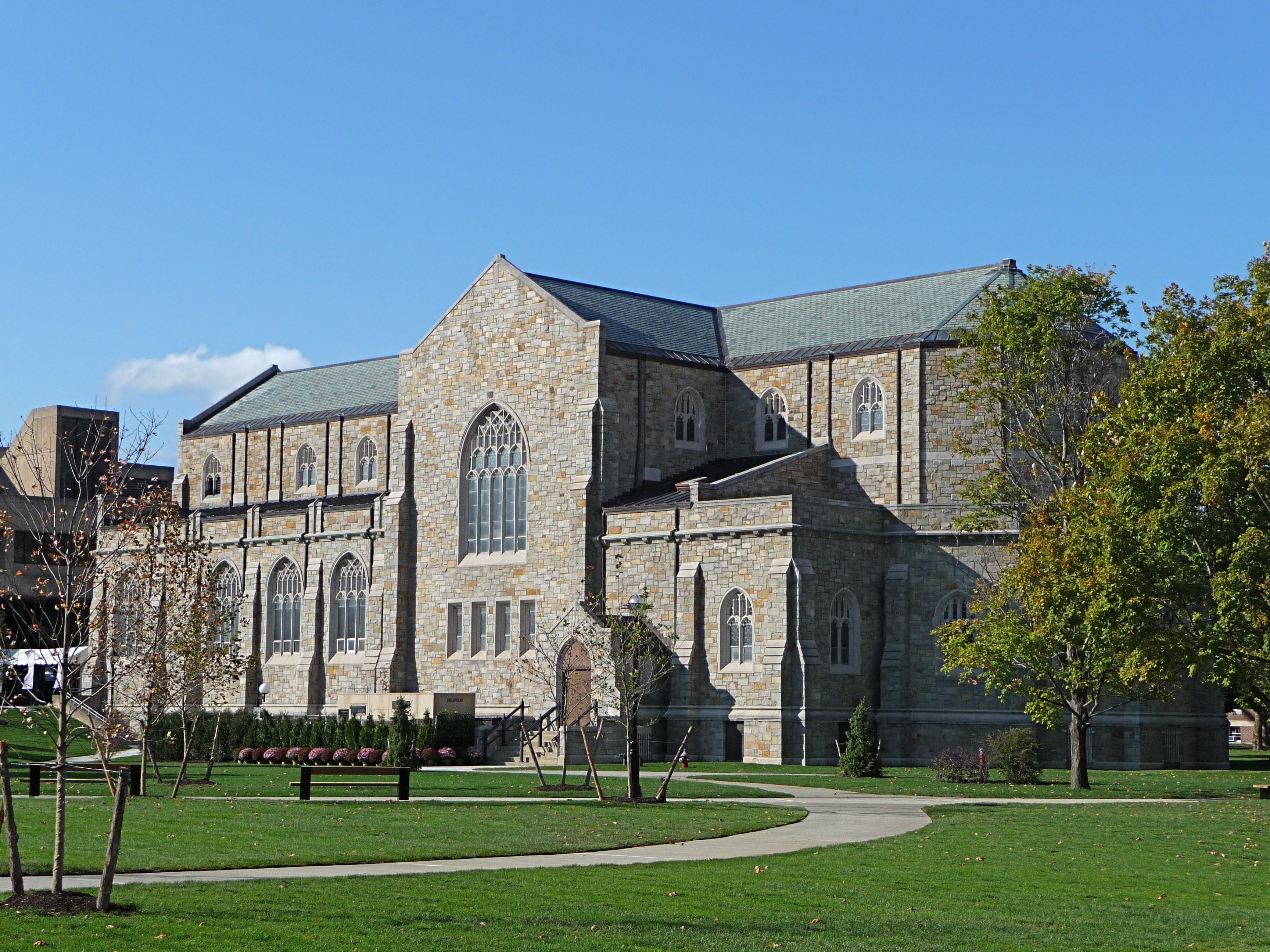
مركز فورهيز للحوسبة

بعد الحرب العالمية الثانية، خضع الحرم الجامعي مرة أخرى لتوسيع كبير. تم بناء تسعة صالات نوم مشتركة على الحافة الشرقية للحرم الجامعي المتاخم لشارع Burdett ، وهو الموقع الذي أطلق عليه اسم "Freshman Hill". أعيد تجميع هيوستن فيلد هاوس (1949)، بعد أن تم نقله إلى قطع من موقعه الأصلي في رود آيلاند. استحوذ المعهد على القاعة الغربية، التي بنيت في الأصل عام 1869 كمستشفى، في عام 1953. المبنى المزخرف هو مثال على العمارة الفرنسية الثانية للإمبراطورية. تم إدراجه في السجل الوطني للأماكن التاريخية في عام 1973.
مبنى فريد آخر هو مركز Voorhees للحوسبة (VCC). في الأصل سانت كنيسة مدرسة جوزيف، التي بنيت في عام 1933، تم الاستحواذ على المبنى من قبل Rensselaer في عام 1958، وبعد تجديده كان بمثابة مكتبة المعهد من عام 1960 حتى الانتهاء من مكتبة فولسوم الجديدة، في عام 1976. مكتبة فولسوم، التي تقع بجوار مركز الحوسبة، لها مظهر خارجي خرساني تم تصميمه للتوافق مع الطوب الرمادي الفاتح في الكنيسة. معمارياً، هو مثال على الأسلوب الوحشي الحديث. في وقت لاحق، كانت الجامعة غير متأكدة مما يجب فعله بالكنيسة، أو ما إذا كانت ستحتفظ بها على الإطلاق، ولكن في عام 1979 قررت الحفاظ عليها وتجديدها لإيواء مختبرات ومرافق الكمبيوتر لدعم مبادرات الحوسبة في المعهد. اليوم يعمل VCC بمثابة العمود الفقري للبنية التحتية للبيانات والهاتف المعهد.

### الحرم الجامعي الحديث منذ عام 1961

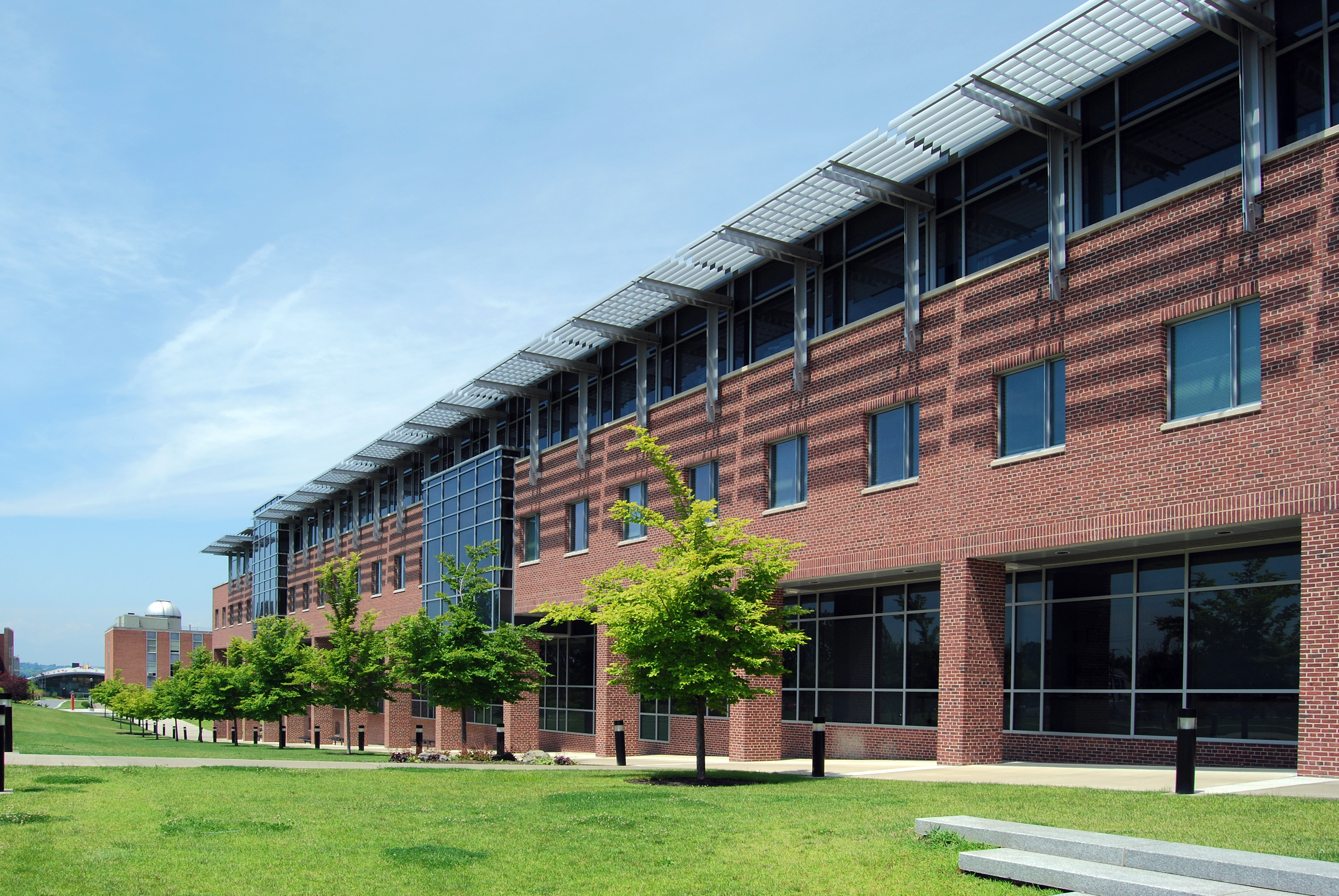
مركز التكنولوجيا الحيوية والدراسات متعددة التخصصات

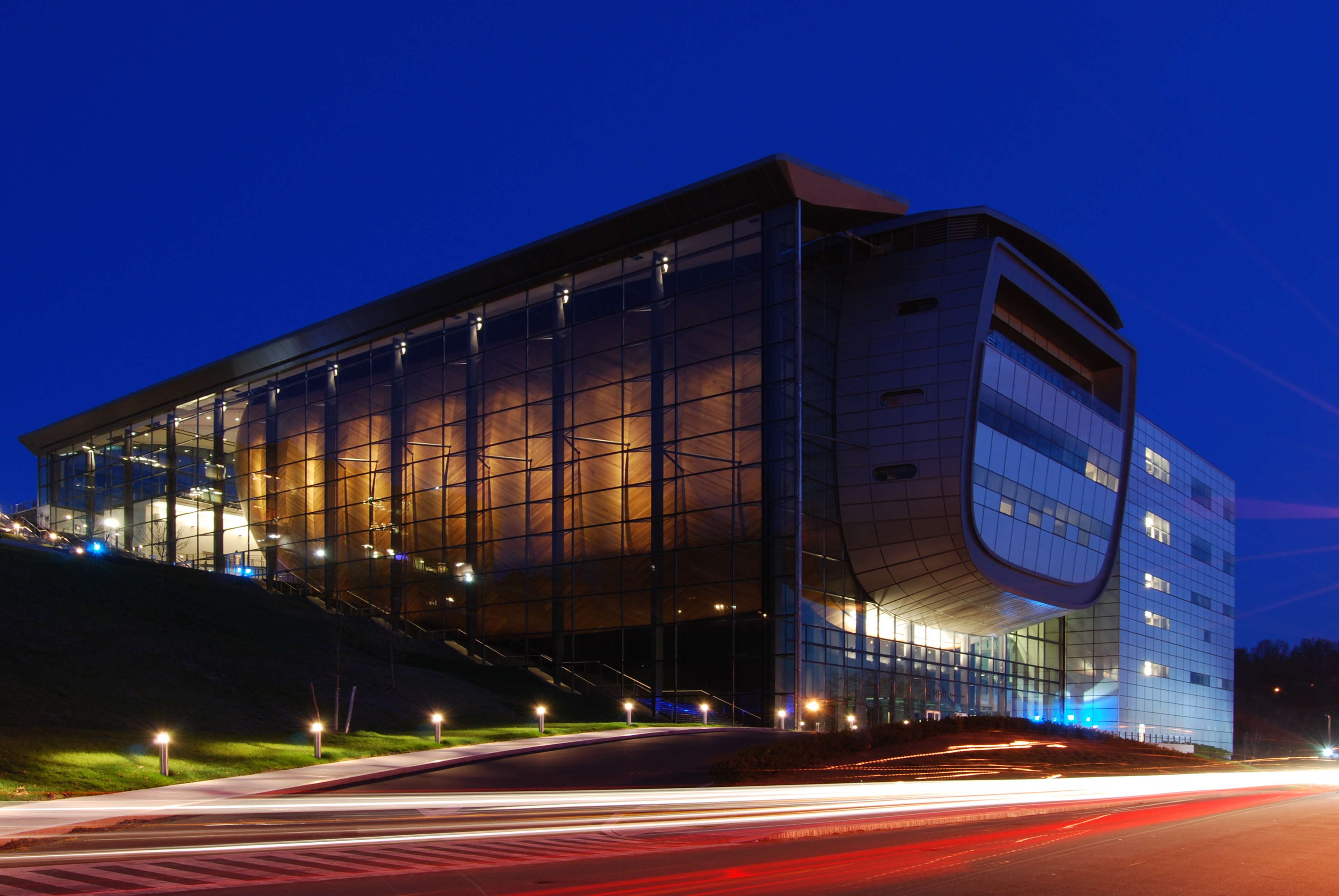
إمباك

يتميز الحرم الجامعي الحديث بمركز جونسون-رولاند للعلوم (J-ROWL) (1961)، مركز أبحاث المواد (MRC) (1965)، اتحاد رينسيلار (1967)، مختبر كوجسويل (1971)، مركز دارين للاتصالات (DCC) (1973)، مركز جونسون للهندسة (JEC) (1977)، المركز المنخفض للابتكار الصناعي (CII) (1987)، مبنى مدرسة عامة تم تحويله إلى قاعة الأكاديمية (1990)، ومركز التكنولوجيا الحيوية والدراسات متعددة التخصصات (2004). تربط الأنفاق بين Low Center و DCC و JEC و Science Center. تمت إضافة مهجع العاشر باسم بارتون هول إلى Freshman Hill في أغسطس 2000، ويضم أكبر الغرف المتاحة للطلاب الجدد.
في 3 أكتوبر 2008، احتفلت الجامعة بالافتتاح الكبير لمركز الإعلام التجريبي والفنون المسرحية (EMPAC) الواقع على الحافة الغربية للحرم الجامعي. تم تشييد المبنى على منحدر التل، مع مدخل رئيسي في الأعلى. عند الدخول، تؤدي الممرات المرتفعة إلى قاعة حفلات تتسع لـ 1200 مقعد. معظم المبنى مغطى بالهيكل الخارجي الزجاجي، مع مساحة تشبه الأذين بينه وبين «المبنى الداخلي». يوجد بالقرب من القاعة الرئيسية وأسفلها مسرح يضم 400 مقعد ومكاتب واستوديوين للصندوق الأسود مع 35 قدم (11 م) إلى 45 قدم (14 م) السقوف. في البداية كانت الميزانية المخصصة لـ 50 مليون دولار، ارتفعت تكاليف بناء EMPAC إلى أكثر من 200 مليون دولار بسبب صعوبة إرساء الأساس في الطين الناعم للتلة.
في عام 2008، أعلنت RPI عن شراء Rensselaer Best Western Inn السابق، الموجود في قاعدة التل، إلى جانب خطط لتحويله إلى قاعة سكن جديدة. بعد عمليات تجديد واسعة النطاق، تم تخصيص قاعة الإقامة في 15 مايو 2009، باسم Howard N. Blitman ، PE '50 Residence Commons. يضم حوالي 300 طالب في 148   تحتوي على مركز للياقة البدنية وقاعة طعام ومنطقة للمؤتمرات. تعد قاعة الإقامة الجديدة جزءًا من مبادرة متنامية لإشراك الطلاب في مجتمع تروي والمساعدة في تنشيط وسط المدينة. تمتلك RPI وتدير ثلاثة مبانٍ إدارية في وسط مدينة تروي، ومباني رايس وهيلي ومبنى دبليو آند لي جورلي التاريخي. تمتلك RPI أيضًا مبنى مسرح بروكتور في تروي الذي تم شراؤه في عام 2004، بقصد تحويله إلى مساحة مكتبية. اعتبارًا من عام 2011، كان Rensselaer قد وقع اتفاقية مع شركات تطوير كولومبيا للحصول على كل من مسرح بروكتور ومبنى تشسان في تروي وإطلاق عملية إعادة تطوير.

### حرم جامعي آخر
يدير المعهد الحرم الجامعي في هارتفورد ، كونيتيكت علي مساحة 15 هكتار، ومركز التعلم عن بعد في غروتون، كونيتيكت. يتم استخدام هذه المراكز من قبل الخريجين والمهنيين العاملين ويديرها فرع هارتفورد من RPI ، رينسيلير في هارتفورد. في هارتفورد، يتم تقديم درجات الدراسات العليا في إدارة الأعمال والإدارة وعلوم الكمبيوتر وهندسة الحاسبات والنظم والهندسة الكهربائية وعلوم الهندسة والهندسة الميكانيكية وتكنولوجيا المعلومات. هناك أيضًا عدد من برامج الشهادات وبرامج التدريب على المهارات للمهنيين العاملين.

## أكاديميون

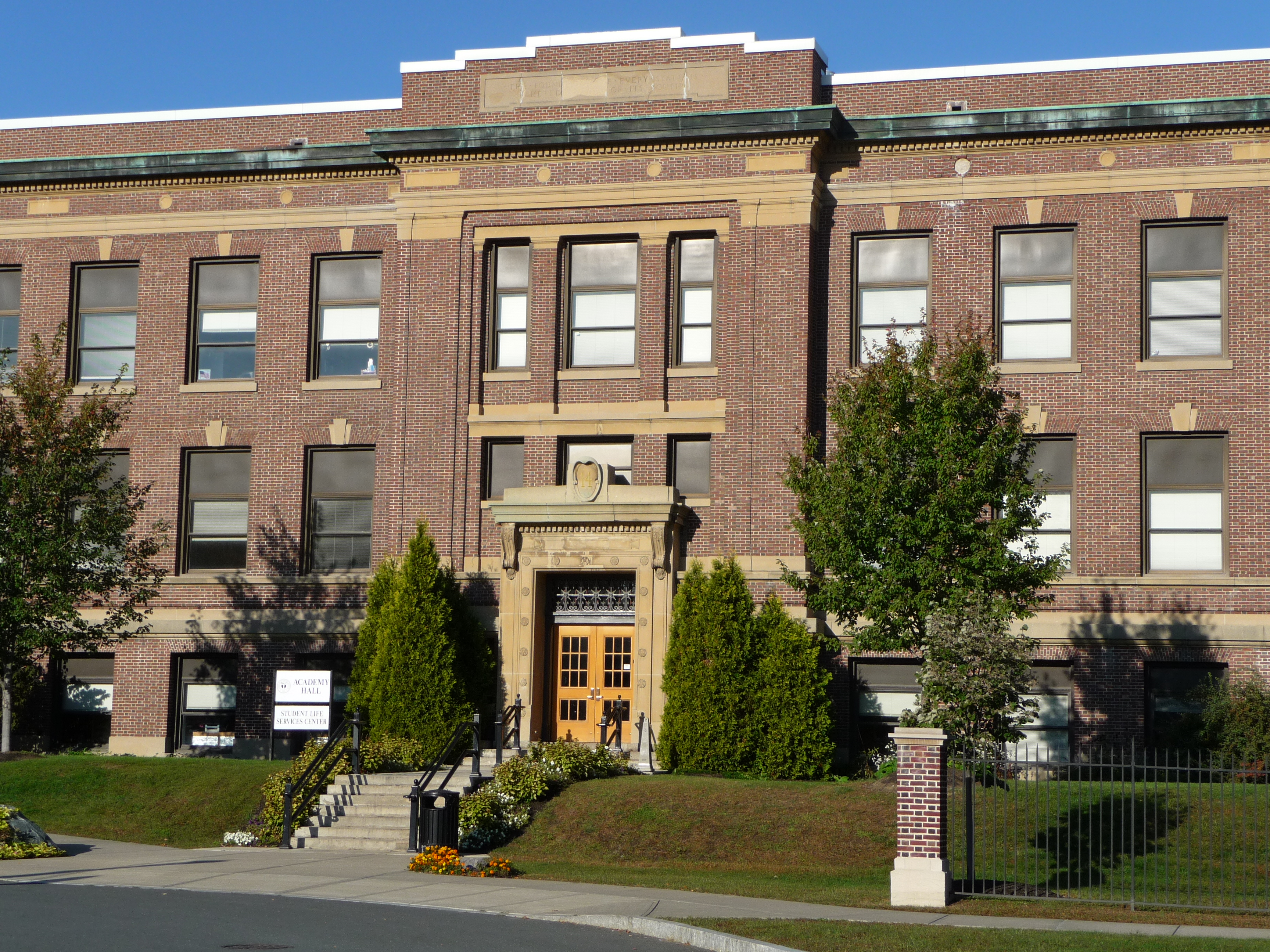
قاعة الأكاديمية

يضم معهد Rensselaer Polytechnic Institute خمس مدارس: مدرسة الهندسة المعمارية، وكلية الهندسة، وكلية العلوم الإنسانية، والفنون، والعلوم الاجتماعية، وكلية لالي للإدارة والتكنولوجيا، وكلية العلوم. كلية الهندسة هي الأكبر من حيث الالتحاق، تليها مدرسة العلوم، وكلية الإدارة، وكلية العلوم الإنسانية، والفنون، والعلوم الاجتماعية، وكلية الهندسة المعمارية. يوجد أيضًا برنامج متعدد التخصصات في مجال تكنولوجيا المعلومات بدأ في أواخر التسعينيات، برامج في مرحلة ما قبل الصحة و prelaw ، فيلق تدريب ضباط الاحتياط (ROTC) للطلاب الذين يرغبون في الحصول على عمولات كضباط في القوات المسلحة، برنامج في التعليم التعاوني (Co-Op))، وبرامج التبادل المحلية والدولية. تقدم الجامعة معًا أكثر من 145   برامج الشهادات في ما يقرب من 60 مجالًا تؤدي إلى درجات البكالوريوس والماجستير والدكتوراه. بالإضافة إلى التخصصات التقليدية، لدى RPI حوالي اثني عشر برنامجًا خاصًا متعدد التخصصات، مثل الألعاب وفنون المحاكاة والعلوم (GSAS)، والتصميم، والابتكار، والمجتمع (DIS)، والعقول والآلات، وتصميم المنتجات والابتكار (PDI). RPI هي جامعة موجهة نحو التكنولوجيا؛ تحتوي جميع المباني وغرف صالات الإقامة على اتصال عالي السرعة سلكي ولاسلكي بالإنترنت، وقد طُلب من جميع الطلاب الجدد الحصول على جهاز كمبيوتر محمول منذ عام 1999. على الصعيد الوطني، RPI هو عضو في الرابطة الوطنية للكليات والجامعات المستقلة (NAICU) وشبكة مساءلة الجامعات والكليات في NAICU (U-CAN).

## البحث والتطوير

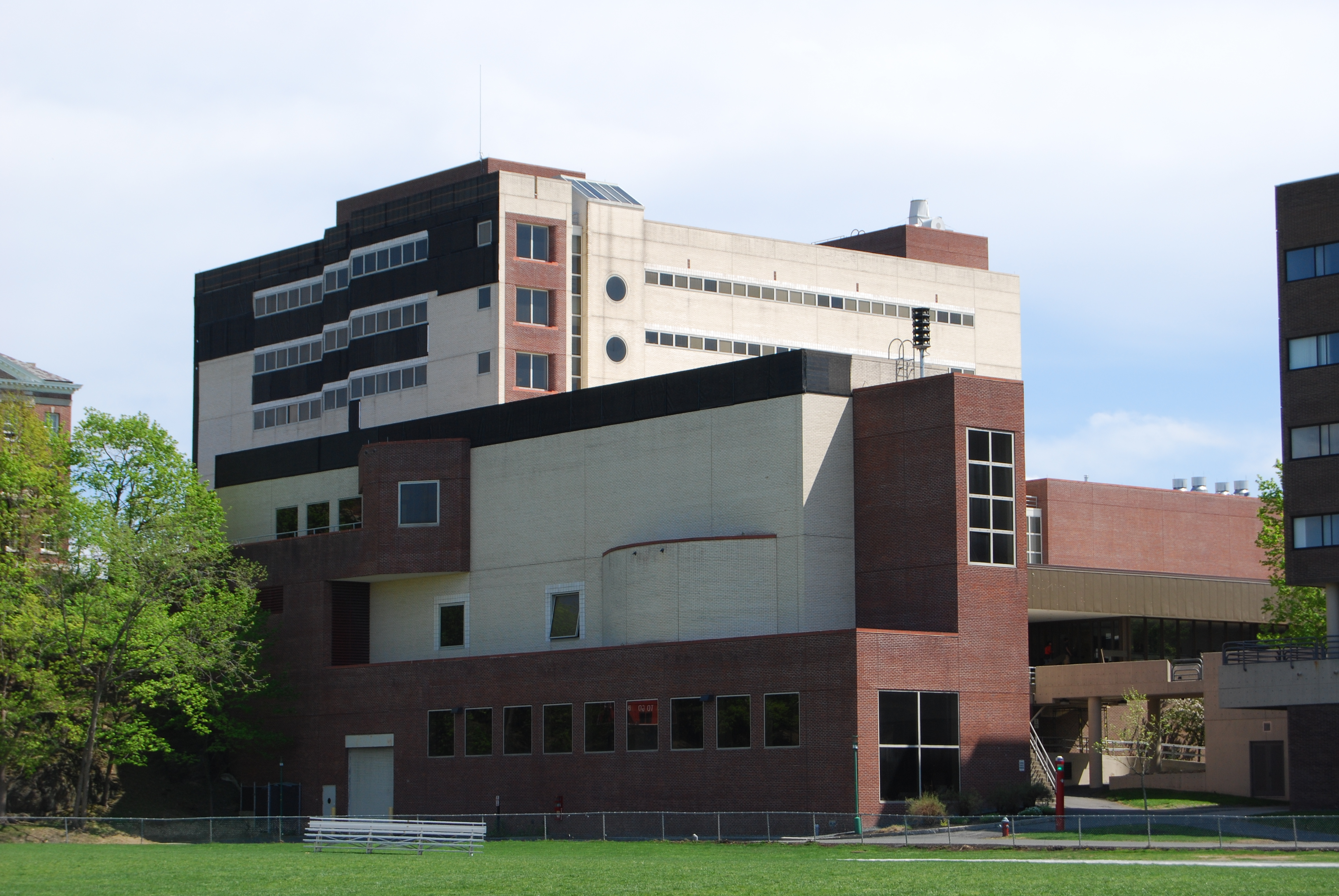
المركز المنخفض للابتكار الصناعي ، المحور الشمالي الشرقي لمعهد الابتكار الصناعي التصنيع

يتم تصنيف Rensselaer ضمن «R1: جامعات الدكتوراه - نشاط بحثي مرتفع جدًا». أنشأ Rensselaer ستة مجالات للبحث كأولويات المعهد: التكنولوجيا الحيوية والطاقة والبيئة وتكنولوجيا النانو والحاسوب وتكنولوجيا المعلومات ووسائل الإعلام والفنون. يتم تنظيم البحث تحت مكتب نائب الرئيس للأبحاث جوناثان دورديك . في عام 2018، قامت Rensselaer بتشغيل 34 مركزًا للأبحاث وحافظت على نفقات بحثية برعاية سنوية بقيمة 105 مليون دولار.

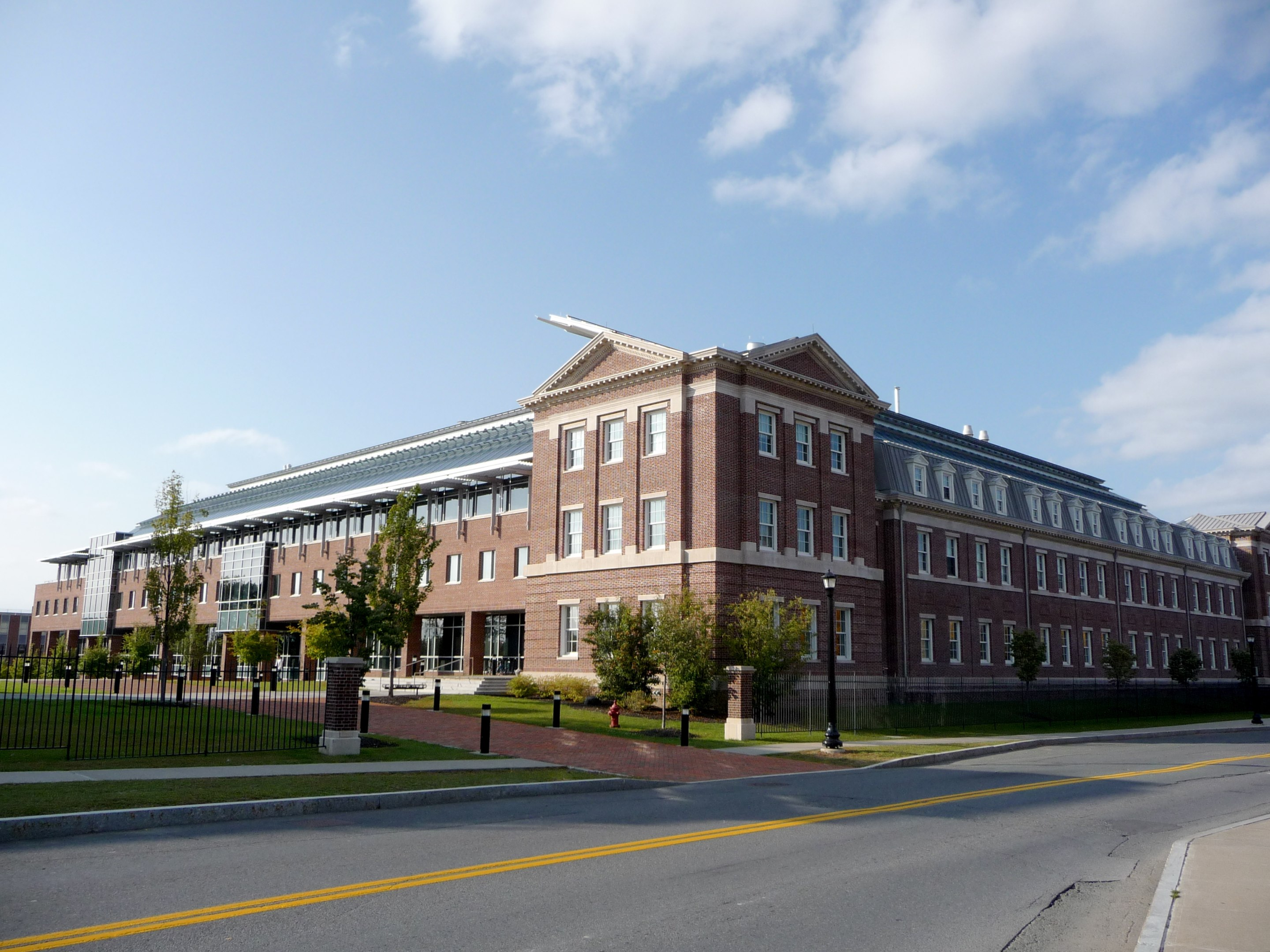
مركز التكنولوجيا الحيوية والدراسات متعددة التخصصات

أحد أحدث مراكز أبحاث Rensselaer هو مركز التكنولوجيا الحيوية والدراسات متعددة التخصصات، وهو عبارة عن منشأة بحثية مساحتها 218000 قدم مربع ومسار وطني للبحوث الأساسية والتطبيقية في مجال التكنولوجيا الحيوية. الهدف الأساسي لمركز البحث هو علم الأحياء، وهو أولوية بحثية تستند إلى الفهم القائم على البيانات للبروتيوميات، وتنظيم البروتين، وتنظيم الجينات. وهو ينطوي على استخدام التحفيز البيولوجي وأدوات البيولوجيا الاصطناعية لمنع أو استكمال إجراءات خلايا أو بروتينات معينة في الجهاز المناعي. على مدى العقد الماضي، أنتج CBIS أكثر من 2000 منشور تمت مراجعته من قبل الأقران مع أكثر من 30.000 استشهاد ويعمل به حاليًا أكثر من 200 عالم ومهندس. كما يستخدم المركز في المقام الأول لتدريب الطلاب الجامعيين والخريجين، مع تدريب أكثر من 1000 طالب جامعي و 200 طالب دكتوراه. يضم المركز أيضًا العديد من الشركاء الأكاديميين والصناعيين بما في ذلك مدرسة Icahn للطب في جبل سيناء. وقد أسفرت هذه الشراكات عن العديد من التطورات على مدى العقد الماضي من خلال التطورات التجارية الجديدة في التشخيص والعلاج والأجهزة الطبية والطب التجديدي والتي كانت نتيجة مباشرة للبحث في المركز. تشمل الأمثلة على التطورات إنشاء الهيبارين الاصطناعي، والطلاء المضاد للميكروبات، والعلاج الكيميائي لإزالة السموم، والطب الحيوي عند الطلب، وأجهزة الاستشعار القابلة للزرع، ورقائق المصفوفة الخلوية ثلاثية الأبعاد.

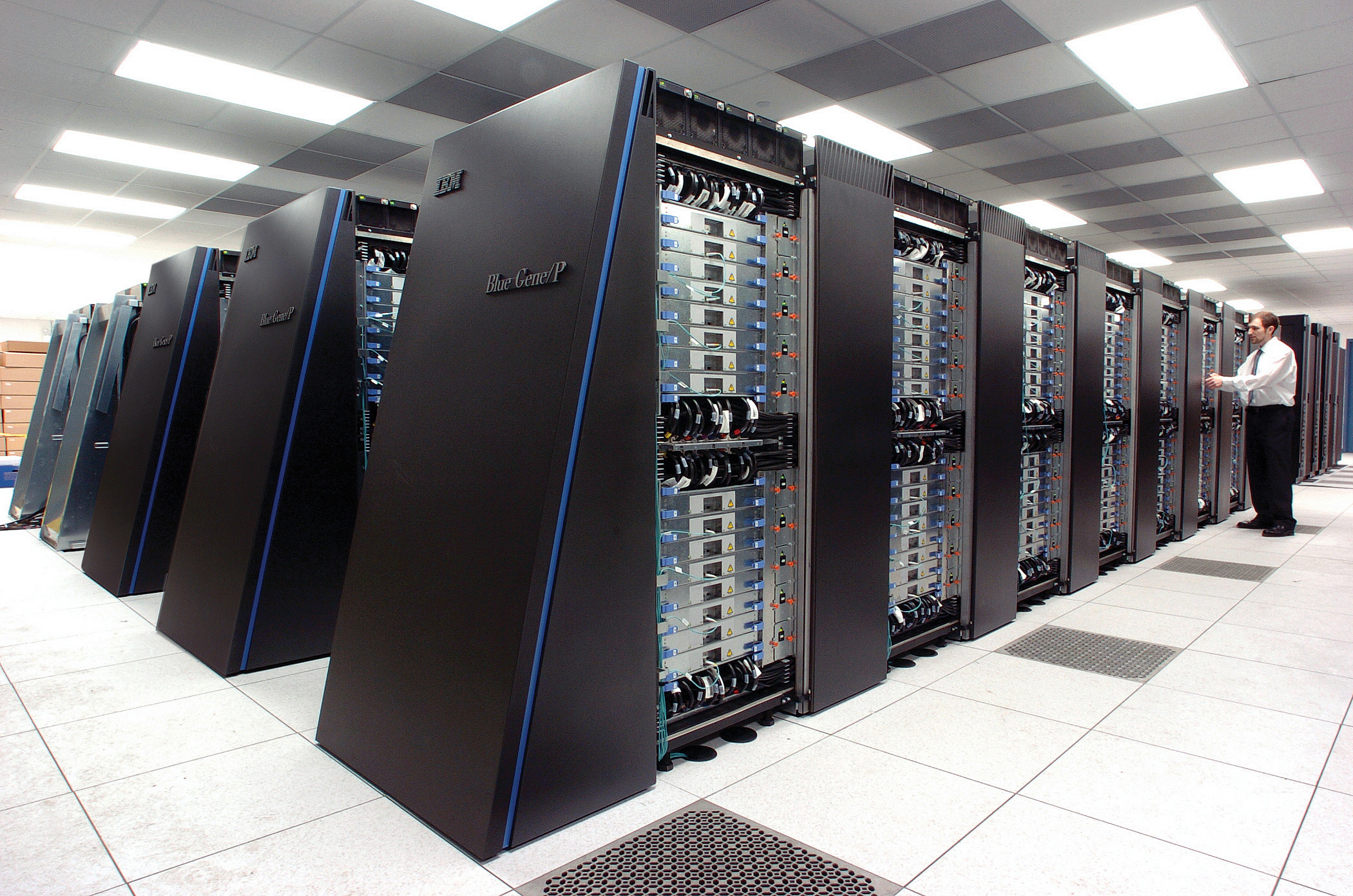
حاسوب عملاق Blue Gene / P مشابه لمركز Rensselaer للابتكارات الحاسوبية

تستضيف Rensselaer أيضًا Tetherless World Constellation ، وهي مؤسسة بحثية متعددة التخصصات تركز على نظريات وأساليب وتطبيقات شبكة الويب العالمية. يتم إجراء البحث في ثلاثة مواضيع مترابطة: شبكة الويب المستقبلية، والمؤسسات الدلاليّة والمعلوماتية. كوكبة في Rensselaer ، عبارة عن فريق متعدد التخصصات يتكون من أعضاء هيئة التدريس الكبار والصغار، وعلماء البحث، وطلاب ما بعد الدكتوراه، والخريجين، والجامعيين. تتضمن هيئة التدريس لكل كوكبة ثلاث نجوم بارزة أو أكثر في مجال بحث معين. الأساتذة الثلاثة في TWC هم جيمس هيندلر وديبورا ماكغينيس وبيتر فوكس . يشمل خريجو كلية TWC Heng Ji (معالجة اللغات الطبيعية)  . في عام 2016، تلقت Constellation منحة بقيمة مليون دولار من مؤسسة Bill & Melinda Gates لاستمرار العمل على منصة جديدة لتصور البيانات من شأنها تسريع وتسريع تحليل كميات هائلة من البيانات من أجل الولادة الصحية والنمو وتنمية المعرفة للمؤسسة مبادرة التكامل.
بالاشتراك مع الكوكبة، تقوم Rensselaer بتشغيل مركز الابتكارات الحاسوبية والذي هو نتيجة تعاون بقيمة 100 مليون دولار بين Rensselaer وIBM وNew York State لتعزيز ابتكارات تقنية النانو. يعد المركز حاليًا موطنًا لأقوى حواسيب عملاقة تعتمد على الجامعات الخاصة في العالم، ويتم تصنيف حاسوبه الفائق باستمرار من بين أقوى الحواسيب في العالم، وهو قادر على أداء أكثر من 1.1 بيتا فلوبس. ينصب تركيز المركز الرئيسي على تقليل التكلفة المرتبطة بتطوير مواد وأجهزة مقياس النانو، مثل المستخدمة في صناعة أشباه الموصلات. تستخدم الجامعة أيضًا مركز البحث متعدد التخصصات في مجال التكنولوجيا الحيوية والطب والطاقة وغيرها من المجالات. بالإضافة إلى ذلك، تقوم شركة Rensselaer بتشغيل مفاعل نووي ومنشأة اختبار   – المفاعل الوحيد الذي تديره الجامعة في ولاية نيويورك   – بالإضافة إلى Gaerttner Linear Accelerator ، الذي يتم ترقيته حاليًا بموجب منحة قدرها 9.44 مليون دولار من وزارة الطاقة الأمريكية.

## الطلاب

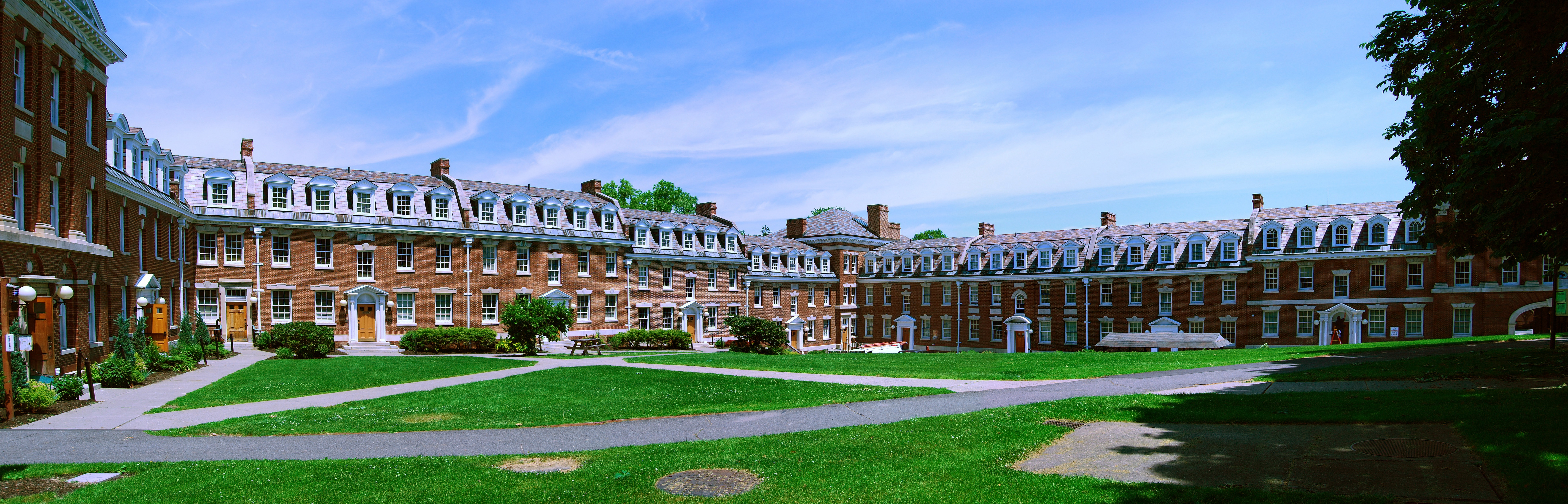
سكن رينسيلار رباعي الأركان في الحرم الجامعي المركزي

في عام 2018، كان تسجيل Rensselaer 7,442 إجمالي الطلاب المقيمين، بما في ذلك 6,590 طالب جامعي و 1,329 خريج. أكثر من 71٪ من طلاب Rensselaer هم من خارج الولاية. أكثر من 20٪ من الطلاب دوليون. يمثل طلاب Rensselaer جميع الولايات الأمريكية الخمسين وأكثر من 60 دولة. نسبة الطلاب الجامعيين إلى أعضاء هيئة التدريس هي 13: 1. بين فئة 2020، 66٪ في أعلى 5٪ من صف المدرسة الثانوية، و 93٪ في الربع الأعلى، و 99٪ في النصف العلوي. كان متوسط المعدل التراكمي غير المرجح للمدرسة الثانوية للطلاب المقيدين 3.88 على مقياس 4.0، مع 65٪ بمعدل 3.75 أو أعلى و 99٪ على الأقل 3.0.
تجاوز معدل عائد Rensselaer لفئة 2021 20 في المائة في عام 2018 مع تلقي أكثر من 20000 طلب من قبل مكتب Rensselaer للقبول. كان متوسط نطاق درجات اختبار SAT 1330-1500 لنطاق 50 ٪ مع متوسط درجة SAT 1420 على مقياس 1600. كان متوسط نطاق درجات ACT 29-33 في نطاق منتصف 50٪ بمتوسط درجة ACT 31. في عام 2016، كان معدل الاحتفاظ بالطلاب الجدد لـ Rensselaer 94٪ وكان تصنيف انتقائية القبول في المرتبة 35 في البلاد وفقًا لتقرير US News & World Report . منذ عام 2000، ارتفع معدل الالتحاق بالطلاب الجامعيين بأكثر من 1700 طالب، من 4,867 إلى 6,590 خلال السنة التقويمية 2018، وانخفض تسجيل الخريجين بدوام كامل من 1500 إلى 1,188.
حصل ما يقرب من 12 ٪ من الطلاب على ميدالية Rensselaer ، وهي منحة دراسية تستحق بقيمة تراكمية تبلغ 100000 دولار لطلاب المدارس الثانوية الاستثنائيين في العلوم والرياضيات. يتلقى 95٪ تقريبًا من الطلاب الجامعيين المحليين بدوام كامل مساعدة مالية على أساس الحاجة أو على أساس الجدارة، بمتوسط 85٪ من إجمالي الاحتياجات التي تمت تلبيتها  في عام 2018، استثمر Rensselaer أكثر من 140 مليون دولار في المساعدة المالية والمنح الدراسية للطلاب .
أصبح RPI مختلطًا في عام 1942. في عام 1966، كانت نسبة الذكور إلى الإناث 19: 1، وفي الثمانينيات وصلت إلى 8: 1، وفي أوائل التسعينات كانت النسبة حوالي 5: 1. في عام 2009، كان RPI نسبة 2.5: 1 (72٪ ذكور / 28٪ إناث)،  في عام 2016، انخفضت نسبة الطلاب الجدد إلى 2.1: 1 (68٪ ذكور / 32٪ الإناث)، الأقل في تاريخ المعهد. في خريف عام 2016، التحقت أكثر من 1000 امرأة ببرامج الهندسة الجامعية لمعهد Rensselaer Polytechnic Institute لأول مرة في تاريخها. تمثل هؤلاء النساء 30 في المائة من الجسم الطلابي في الهندسة في الجامعة، و 32 في المائة من إجمالي تكوين الجنسين في الجامعة. يدعي شيخار جارد، عميد الهندسة في رينسلار، أنه يريد زيادة التكوين النسائي للمعهد إلى 50 في المائة قبل عام 2030.

## الحياة الطلابية

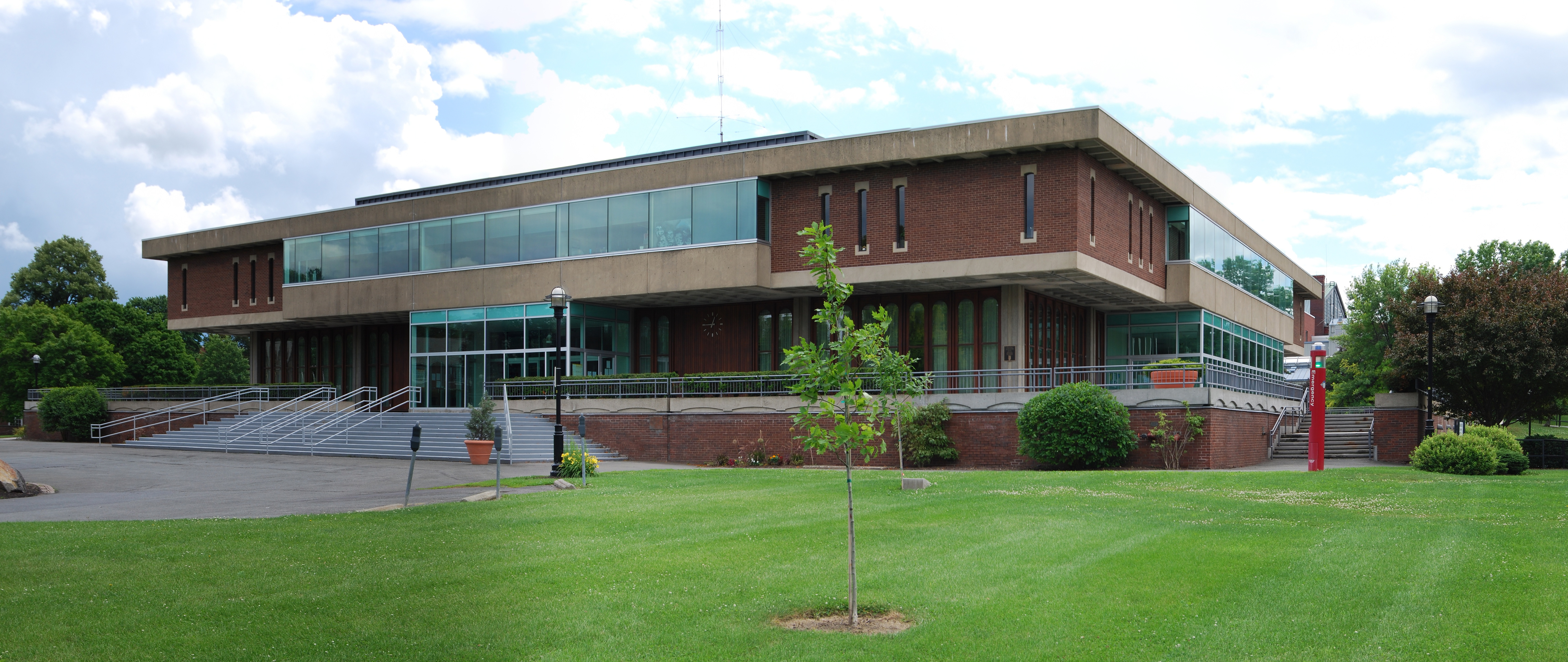
اتحاد الطلاب

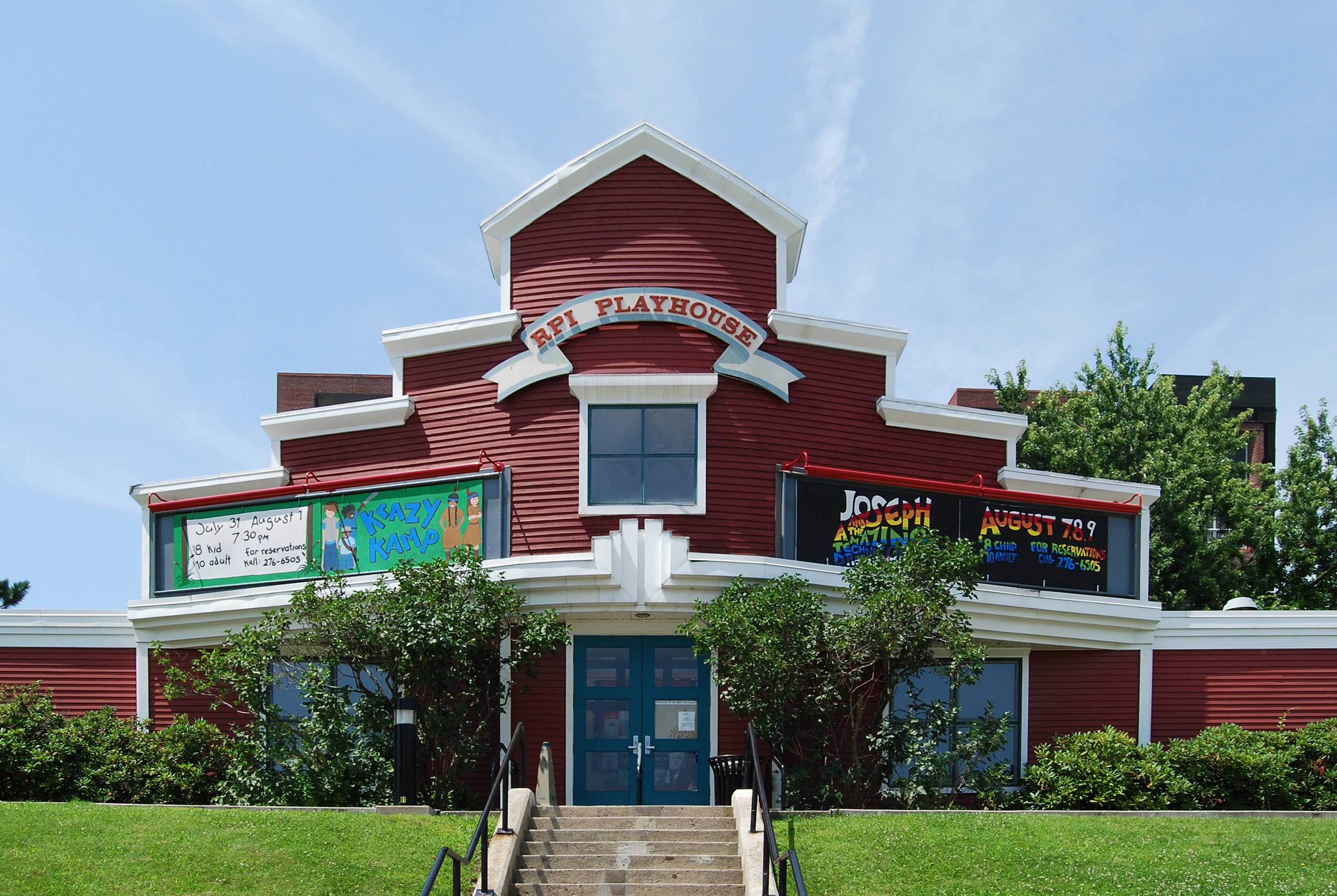
مسرح RPI

قام طلاب RPI بإنشاء والمشاركة في مجموعة متنوعة من النوادي والمنظمات الممولة من اتحاد الطلاب. يتم تمويل حوالي 170 من هذه المنظمات من قبل اتحاد الطلاب، في حين أن ثلاثين أخرى، والتي تتكون في الغالب من المنظمات السياسية والدينية، تدعم نفسها. في عام 2006، احتلت مجلة Princeton Review المرتبة الثانية في مؤشر RPI «للقيام بالمزيد في الحرم الجامعي». كان الاتحاد هو آخر اتحاد يديره الطلاب بالكامل في جامعة خاصة في الولايات المتحدة حتى سبتمبر 2017.
Phalanx هي جمعية الشرف العليا في RPI. تأسست في عام 1912، عندما نظم إدوارد ديون ومجلس الطلاب مجتمعًا للتعرف على طلاب RPI الذين ميزوا أنفسهم بين أقرانهم في مجالات القيادة والخدمة والتفاني في المدرسة . وهي زمالة من أكثر الأنشطة الطلابية نشاطًا واستقطبت أكثر من 1500 عضو منذ تأسيسها.
لدى RPI حوالي عشرين منظمة رياضية داخلية، يتم تقسيم العديد منها إلى أقسام مختلفة بناءً على مستوى اللعب. تتنافس المنظمات اليونانية فيها وكذلك الرياضيين المستقلين. هناك أيضًا تسعة وثلاثون رياضة رياضية.
نظرًا لقرب الجامعة من Berkshires والجبال الخضراء و Adirondacks ، يعد نادي التزلج ونادي Outing Club من أكبر المجموعات في الحرم الجامعي. يقدم نادي التزلج رحلات أسبوعية إلى مناطق التزلج المحلية خلال أشهر الشتاء،  بينما يقدم نادي Outing Club رحلات أسبوعية لمجموعة متنوعة من الأنشطة.
ال Rensselaer Polytechnic هي صحيفة أسبوعية يديرها الطلاب. تطبع بولي حوالي 7000 نسخة كل أسبوع وتوزعها حول الحرم الجامعي حتى عام 2018 عندما تحولت الصحيفة إلى التوزيع عبر الإنترنت فقط بسبب مخاوف الميزانية. على الرغم من كونه نادي الاتحاد ذو الميزانية الأكبر، إلا أن البولي لا يتلقى أي دعم من الاتحاد، ويحصل على جميع التمويل من خلال بيع الإعلانات. هناك أيضًا مجلة شهيرة يديرها الطلاب تسمى Statler & Waldorf والتي تطبع على أساس فصلي.
لدى RPI مجموعة كوميديا ارتجالية، Sheer Idiocy ، والتي تقدم العديد من العروض في الفصل الدراسي. هناك أيضًا العديد من المجموعات الموسيقية التي تتراوح من مجموعات الكابيلا مثل أنابيب الصدئة، والجزء الجزئي، و Rensselyrics و Duly Noted ،  إلى العديد من المجموعات الموسيقية مثل الأوركسترا، وفرقة الجاز ومجموعة كورالية كلاسيكية ، حفلة رينسيلار الكورال.
منظمة أخرى بارزة في الحرم الجامعي هي WRPI ، محطة إذاعة الحرم الجامعي. يختلف WRPI عن معظم راديو الكلية في أنه يخدم 75 ميل (121 كـم) نصف القطر  بما في ذلك منطقة ألباني الكبرى. مع 10   كيلوواط من الطاقة الإذاعية ، تحتفظ WRPI بإشارة أقوى من جميع محطات الراديو الكلية تقريبًا وبعض المحطات التجارية. WRPI يبث حاليا على 91.5   FM في منطقة ألباني.

## الخريجون المميزون
وفقًا لجمعية خريجي Rensselaer ، هناك ما يقرب من 100.000 من خريجي RPI يعيشون حاليًا في الولايات المتحدة ، و 4378 آخرين يعيشون في الخارج. في عام 1995، أنشأت جمعية الخريجين قاعة مشاهير خريجي رينسلار.
العديد من أبرز 19   تخرج المهندسين المدنيين القرن من RPI. وتشمل هذه رؤية للسكك الحديدية العابرة للقارات ، ثيودور جودا، مهندس جسر بروكلين واشنطن روبلنج، جورج واشنطن جيل فيريس جونيور (الذي صمم وبنى عجلة فيريس الأصلية) ولفيرت إل باك ، كبير المهندسين في جسر ويليامزبرغ في نيويورك مدينة.
قام العديد من خريجي RPI بابتكار اختراعات مهمة ، بما في ذلك Allen B. DuMont ('24)،  مبتكر أول تلفزيون تجاري ورادار ؛ كيث دي ميليس ('38)،  مخترع حديد الدكتايل؛ تيد هوف (58)،  والد المعالج الدقيق ؛ ريموند توملينسون ('63)،  غالبًا ما يُنسب إليه اختراع البريد الإلكتروني ؛ مخترع الكاميرا الرقمية Steven Sasson  و Curtis Priem ('82)، مصمم أول معالج رسومات للكمبيوتر الشخصي ، والشريك المؤسس لـ NVIDIA . RPI البروفيسور اخترع ماثيو هنتر عملية لتنقية التيتانيوم في عام 1910. جوزيف جربر رائد أنظمة التصنيع الآلية الحاسوبية للصناعة.
بالإضافة إلى NVIDIA ، ذهب خريجو RPI أيضًا إلى تأسيس أو المشاركة في تأسيس الشركات الكبرى مثل John Wiley and Sons وTexas Instruments و Fairchild Semiconductor و PSINet و MapInfo و Adelphia Communications وLevel 3 Communications وGarmin و Bugle Boy و Vacasa . لعب العديد من خريجي RPI دورًا في برنامج الفضاء الأمريكي: كان جورج لو (B.Eng. 1948، MS 1950) مديرًا لأبولو   11 مشروعًا وشغل منصب رئيس RPI ، ورواد الفضاء جون ل.سويغرت ،   الابن وريتشارد ماستراشيو وجريجوري وايزمان وسائح الفضاء دنيس تيتو هم من الخريجين.
وشملت الشخصيات السياسية التي تخرجت من RPI القاضي الفيدرالي آرثر جيه جاجارسا (بكالوريوس 1962)، واللواء توماس فاريل من مشروع مانهاتن. إدوارد بورتون هيوز ، المفوض بالنيابة لوزارة النقل لولاية نيويورك في عام 1969، نائب المفوض التنفيذي لوزارة النقل لولاية نيويورك من 1967-1970، ونائب مراقب وزارة الأشغال العامة لولاية نيويورك من 1952-1967. DARPA مدير توني الحبل ، الممثل جون اوليفر من حي الكونغرس 1ST ماساتشوستس ، والسيناتور جون باراسو وايومينغ، مارك شيبارد من ولاية فيرمونت، وجورج R. دينيس من ولاية ماريلاند، رئيس الوزراء هاني الملقي من الأردن.
من أبرز لاعبي هوكي الجليد NHL Hockey Hall of Famer و 5 مرات NHL All Star Adam Oates (1985)، الفائز بكأس ستانلي والفريق السابق NHL All Star Mike McPhee (1982)، الفائز مرتين في كأس كالدر نيل ليتل (1994)، السابق NHL All Rookie Joé Juneau (1991)، و NHL All Star Daren Puppa السابق (1985).
ومن الخريجين البارزين الآخرين عام 1973 الفائز بجائزة نوبل في الفيزياء إيفار غيايفر (دكتوراه 1964)؛  أول امرأة أمريكية أفريقية تصبح جراح صدرية ، روزالين سكوت (BS 1970)؛ مدير Linux International Jon Hall (MS 1977)؛ رئيس NCAA Myles Brand (BS 1964)؛  لويس جراهام (BSME 1946)، التي كانت أول امرأة تحصل على درجة في الهندسة من RPI ، وأصبحت أول امرأة في الولايات المتحدة تحصل على درجة الدكتوراه في الهندسة ؛ رائد الخلايا الجذعية البالغة جيمس فالون ؛ مايكل د. ويست، عالم الشيخوخة وعالم الخلايا الجذعية ، مؤسس غيرون ، الرئيس التنفيذي لشركة BioTime (1976)؛ المخرج بوبي فاريلي (1981)،  ديفيد فيروتشي ، باحث رئيسي في شركة IBM Watson / Jeopardy! مشروع؛ المهندس المعماري الحائز على الميدالية الذهبية AIA رقم 66 Peter Q Bohlin ؛ مات باتريشيا، مدرب رئيس ديترويت ليونز؛ Garrettina LTS Brown ، مؤسس قائمة Garrett ، King B مربيين ومخترع FreeTV ؛ لويس أكونيا سيدينو ، حاكم ولاية سوكري الفنزويلية ووزير الجامعات السابق ؛ أندرو فرانكس ، لاعب مكان سابق في Miami Dolphins of the National Football League ؛ شون كونروي ، أول لاعب بيسبول محترف بشكل علني. بريم جاين (والد المباني الخضراء في الهند).